# EastEnders
EastEnders ist eine britische Fernsehserie der BBC, deren erste Folge am 19. Februar 1985 ausgestrahlt wurde. Sie handelt vom Leben der Menschen im fiktiven Borough Walford im East End in London. Die Handlung spielt sich im Wesentlichen am Albert Square, einem viktorianischen Platz mit Reihenhäusern, und in den Nachbarstraßen Bridge Street, Turpin Road und George Street ab. Die Serie wurde ursprünglich mit zwei halbstündigen Episoden pro Woche ausgestrahlt. Seit 2001 läuft sie an 4 Tagen in der Woche auf BBC One.
EastEnders gewann fünf BAFTA-Awards, den Inside-Soap-Award für die „Beste Soap“ für zehn Ausstrahlungsjahre, sowie elf National Television Awards für das „Most Popular Serial Drama“ und acht Awards für die „Beste Soap“ bei den British Soap Awards.

## Entstehung
Ziel der BBC war es, für ihr erstes Programm eine Serie als Konkurrenz zu Coronation Street zu etablieren, mit der Independent Television sehr erfolgreich war. Die neue Serie sollte zweimal wöchentlich laufen.
David Reid, Leiter der Abteilung für Serien, suchte zusammen mit Julia Smith und Tony Holland, einem etablierten Team aus Produzentin und Drehbuchautor, in London nach einer Inspiration für die geplante Serie. Im East End fanden sie einen tief verwurzelten Zusammenhalt im gesamten Viertel, Gemeinschaftssinn und starkes Misstrauen gegenüber Fremden und Autoritätspersonen.
Als Termin für die Fertigstellung des Projektes wurde der Januar 1985 angesetzt, für den BBC1 eine umfassende Umgestaltung der Sendezeiten anvisierte. Gedreht wurde in den Elstree-Studios in Hertfordshire außerhalb Londons. Die Presse wurde eingeladen, die Kulissen zu besichtigen und die Schauspieler zu treffen. Die Erstausstrahlung, die schließlich im Februar 1985 erfolgte, erreichte 17 Millionen Zuschauer. Die Kritiken fielen größtenteils positiv aus und die Einschaltquoten konnten sich in der Folgezeit auf gleichbleibendem Niveau halten.

## Popularität
Die Ausstrahlung der Sendung begann an einem Abend nach umfangreichen Änderungen der Identitätsstruktur des Senders BBC, wobei sie als Aushängeschild für das Neuartige an der Programmgestaltung diente. Als Konkurrenzsendung zur Coronation Street von ITV konzipiert, gelang es ihr bald, diese für den Rest der 1980er- und 1990er-Jahre in den Schatten zu stellen. Mit 30,15 Millionen Fernsehzuschauern, die sich am Weihnachtsabend 1986 zuschalteten, erreichte die Serie die höchste Zuschauerquote für eine Sendung dieser Art in der britischen Fernsehgeschichte.
Als eines der populärsten Programme des britischen Fernsehens lagen die Zuschauerquoten in den 1980er und 1990er Jahren im Schnitt bei 14 bis 20 Millionen. Um diese auf gleichbleibend hohem Niveau zu halten, vermieden es die beiden Konkurrenten EastEnders und Coronation Street, ihre Programme zur gleichen Zeit anzubieten. Mit diesem Prinzip wurde allerdings 2001 erstmals gebrochen. Im direkten Konkurrenzkampf trug EastEnders den Sieg davon.
Seit der Jahrtausendwende gehen die Zuschauerzahlen stetig zurück, im Jahr 2017 sahen zwischen 4 und 8 Millionen Zuschauer die einzelnen Folgen.

## Schauplatz
Die Handlung der Serie EastEnders spielt sich auf und um den fiktiven Platz Albert Square ab, angesiedelt in einem ebenso fiktiven Stadtviertel namens Walford in Londons East End. Die Umrisse der Kulissen für den Platz sind dem real existierenden Fassett Square nachempfunden, der Name von der historischen Figur des Prinzen Albert übernommen, der die Entwicklung dieser einst rückständigen Gegend entscheidend und nachhaltig beeinflusste. Auch der Pub der Drehkulissen ist in Anlehnung an diese Epoche nach Königin Victoria benannt. Üblicherweise dient ein Besuch dieser Örtlichkeit dazu, von verdecktem Posten aus das meist dramatische Geschehen auf dem Platz zu beobachten.
In der Mitte des Platzes befindet sich ein kleiner Garten. Da die Sendungen häufig bis zu sechs Wochen vorab gefilmt werden, ist es notwendig, dem Laub der Bäume künstliche Blätter hinzuzufügen. Mitten im Garten steht eine Bank, die nach einem gewissen Arthur benannt wurde, aber aufgrund der dramatischen Szenen, die sich an diesem Ort abspielen, eher als die „Bank der Tränen“ bekannt ist.
Vom Platz aus gehen mehrere Straßen ab: Bridge Street, Victoria Road, Victoria Square, George Street, Turpin Way und Turpin Road. Bridge Street dient als Hauptstraße und Örtlichkeit für den Markt, auf dem üblicherweise auch Fowlers Obst- und Gemüsestand zu finden ist. Für kurze Zeit stand eine Umwandlung der Marktfläche in ein Einkaufszentrum zur Debatte, diese Pläne wurden jedoch schon bald wieder verworfen. 2004 wurden von den Anwohnern die Feierlichkeiten zum hundertjährigen Bestehen des Marktes begangen. Entlang der Straße ist die Mehrheit der Geschäfte des Viertels angesiedelt, darunter ein winziger Supermarkt (Minute Mart), aktuell im Besitz der Figuren Patrick und Yolande Trueman, eine kleine Reinigung, im Besitz des Herrn Papadopoulos, dessen Auftritte eher selten vorkommen. Stattdessen haben Pauline Fowler und Dot Branning jahrelang dort gearbeitet.
Ebenfalls in der Straße befindet sich das Bridge Street Cafe, aktuell im Besitz von Ian Beale. Der Name der Straße leitet sich im Übrigen von der Eisenbahnbrücke ab, die an dieser vorbeiführt und deren Geräuschkulisse häufig übertrieben wiedergegeben wird. Auf dem Victoria Square ist eine Art Unterkunft für Menschen angesiedelt, die gerade ihren festen Wohnsitz verloren haben.
In der George Street liegt der Komfort der Behausungen im Allgemeinen etwas über denen am Albert Square, ein Stück weiter die Straße hinunter stößt man auf das indische Restaurant Argee Bhajee. Auch die Autowerkstatt in Turpin Way befindet sich im Besitz von Ian Beale und ist besser unter dem Namen Arkaden bekannt. Zuvor gehörte sie den Mitchell-Brüdern, die das Geschäft direkt nach ihrer Ankunft in der Gegend übernommen hatten. In unmittelbarer Nachbarschaft findet man ein Nachbarschaftszentrum und einen Spielplatz.
In der Turpin Road liegen das Postamt, ein Wettbüro und die Frittenbude Beale’s Place, die sich ebenfalls im Besitz von Ian Beale befindet. Ein Stück die Straße aufwärts gibt es ein Denkmal zum Gedenken an die Bewohner Walfords, die im Ersten und Zweiten Weltkrieg gefallen sind. In Wirklichkeit trägt das Denkmal aber die Namen von Personen, die mit der Sendung in Verbindung stehen und vormaligen Stars.
Ebenfalls nicht zu übersehen ist ein Nachtclub, der ursprünglich den Namen The Market Cellar trug, bis er von George Palmer aufgekauft wurde und in Cobra Club umbenannt wurde. Als Palmer in eine andere Gegend zog, verkaufte er den Club an Steve Owen, der ihm den Namen The E20 gab. Später kam es erneut zu einem Besitzerwechsel, als das Eigentum auf Sharon Watts überging und der Schuppen in Angie’s Den umbenannt wurde. Als Johnny Allen schließlich den angrenzenden Snooker Club aufkaufte, wurde die Fläche des Clubs auch auf dessen Räumlichkeiten ausgedehnt. Aktuell trägt er den Namen Scarlet.
Walford bildet einen fiktiven Londoner Postbezirk (E20) und besitzt einen fiktiven Bahnhof, Walford East, der auf dem eigentlichen Plan des U-Bahn-Netzes auf die Stelle fällt, an der die Station Bromley-by-Bow angesiedelt ist.
Zwischenzeitlich sind die Örtlichkeiten für die Dreharbeiten nach Borehamwood im Nordwesten von London umgezogen.

## Drehorte
Einmal jährlich begibt sich die Mannschaft der EastEnders an einen Drehort im Ausland, so dass gleichzeitig, mit dem verbleibenden Teil in Elstree, ein zweiter Teil der Serie gedreht und damit eine Drehpause zur Weihnachtszeit garantiert werden kann.
- 1985: Pauline und Arthur verreisen nach Southend auf der Suche nach Mark
- 1986: Den und Angie begeben sich auf einer zweiten Hochzeitsreise nach Venedig
- 1989: Dot Cotton, Ethel Skinner, Mo Butcher und Marge Green drehen zusammen eine Episode in Clacton
- 1993: Pat und Frank, Sharon und Grant, Phil und Kathy verreisen nach Frankreich
- 1995: Steve Elliott, Phil und Grant, David Wicks, Bianca und Ricky verschlägt es nach Spanien
- 1996: Bianca Jackson, Tiffany Raymond, Sarah Hills, Tony Hills, Dan Zapierri und Melanie Fishman landen zur Abwechslung in Blackpool
- 1997: Grant, Phil, Ian, Ros Thorne in Italien
- 1997: Pauline, Ian, Lucy, Ruth, Mark und Martin zu einem Ausflug nach Irland, wo sie auf Paulines lange aus den Augen verlorene Schwester und ihre Familie treffen
- 1998: Grant, Phil, Kathy, Tiffany, Bianca, Ricky, Diane schwärmen gemeinsam nach Paris aus
- 1998: Tony, Simon, Matthew Rose, Theresa Di Marco unternehmen einen Ausflug in die Norfolk Broads
- 1998: Für Pat, Roy, Barry, Lenny und Huw ist die Fußballweltmeisterschaft 1998 in Frankreich angesagt
- 1999: Melanie Healy, Steve Owen, Sam Mitchell, Ricky Butcher, Mark Fowler, Mick Mc Farlene, Janine Butcher und Dr Fonseca verbringen zu Halloween gemeinsame Tage in Brighton
- 2000: Terry, Irene, Pat, Frank, Peggy und Roy trifft man diesmal an der Algarve an
- 2001: Kat Slater, Zoe Slater, Lynne Slater, Garry Hobbs, Jamie Mitchell, Sonia Jackson und Robbie Jackson durchleben ereignisreiche Tage in Brighton
- 2002: Peggy, Frank und Sam haben einen Auftritt in Spanien
- 2003: Phil und Lisa sind in Portugal
- 2003 / 2004: Barry, Janine, Paul, Zoe, Kelly, Kareena, Tariq, Mickey, Ronny, Martin, Spencer und Sonia verschlägt es zur Hochzeit von Barry und Janine nach Schottland

## Unterstützung von Hilfsprojekten
Häufig war die Mannschaft von EastEnders an Projekten zur Unterstützung der Stiftungen BBC’s Children in Need und Comic Relief beteiligt, z. B. 1993 mit dem zweiteiligen, 15-minütigen Doctor-Who-Crossover Dimensions in Time. An den Dreharbeiten waren Wendy Richard als Pauline Fowler, Gillian Taylforth als Kathy Beale, Letitia Dean als Sharon Watts und Steve McFadden als Phil Mitchell sowie Ross Kemp als Grant Mitchell beteiligt.
Im Rahmen einer ähnlichen Aktion kam es 2002 zu einer Inszenierung mit Michael Jacksons Titel Thriller als Hintergrundmusik.

## Ausstrahlungstermine
EastEnders wird stets zur Hauptsendezeit ausgestrahlt. Nachdem Coronation Street seine Sendezeit auf drei Termine pro Woche erweitert hatte, wurde die Zahl der Ausstrahlungstermine von EastEnders 2001 auf 4 Wochentage erhöht.
1998 wurde parallel mit der Ausstrahlung einer Sendung über Hintergründe der Produktion begonnen.
Ab 2003 war es zudem möglich, Sendungen vorab auf dem Kabelsender BBC3 anzusehen, bevor sie auf BBC1 gesendet werden. Der Beginn der Ausstrahlung auf diesem Sender fiel mit dessen Neuorientierung zusammen und half diesem, erstmals die Grenze von 1 Million Zuschauern zu durchbrechen. 2005 kam es ergänzend zur Produktion einer Sendung EastEnders Xtra, die ebenfalls Hintergrundberichte zu den Dreharbeiten und Interviews mit den Schauspielern zeigt.
EastEnders ist auch anderen englischsprachigen Ländern wie Neuseeland und Kanada ein Erfolg. Bis 2003 übernahm BBC Amerika die Ausstrahlung auch in Amerika. Als es zur Absetzung der Serie kam, organisierte die amerikanische Fangemeinde Protestaktionen. Auch in den Zweigstellen des Senders in Europa und Afrika läuft die Sendung immer noch regelmäßig über den Bildschirm.
Im Juni 2004 übernahm in den Vereinigten Staaten ein Satellitennetzwerk die Ausstrahlung der Sendung ab der Episode, mit der die Ausstrahlung auf BBC America geendet hatte. Auf verschiedenen anderen Sendern werden immer wieder Episoden vergangener Jahre ausgestrahlt.
In Australien wurde die Serie von 1987 bis 1991 auf ABC TV gesendet. In Irland ist die Sendung zur gleichen Sendezeit wie auf BBC1 auf dem lokalen Hauptsender RTE1 zu sehen, obwohl auch die BBC in vielen Teilen des Landes empfangen werden kann.
Seit 2021 wird die Sendung von Montag bis Donnerstag um 19:30 Uhr gesendet. Auf BBC3 werden seit Februar 2022 am Wochenende die Folgen der vergangenen Woche wiederholt.